# Єрьоменко Неоніла Семенівна
Неоніла Семенівна Єрьоменко (6 листопада 1927, с. Марківка, нині смт Марківського району Луганської області — 5 червня 1994, м. Харків) — український вчений у галузі офтальмології. Кандидат медичних наук (1958), доцент (1964). Відмінник охорони здоров'я СРСР.

## Життєпис
Закінчила Харківський медичний інститут (нині Харківський національний медичний університет). 1951—1958 — науковий співробітник Українського інституту очних хвороб.
Від 1964 — доцент, 1985—1986 — завідувач кафедри офтальмології Тернопільського медичного інституту (нині університет).
Сфера наукових зацікавлень: діагностика та лікування глаукоми, хвороб сітківки, зорового нерва, косоокості, міопії. Першою в Україні застосувала метод кріекстракції катаракти.
Авторка понад 70 наукових праць.
Син —  О. Єременко, математик.
Племінниця Маршала Радянського Союзу А. І. Єрьоменка..